# بخش سوئیچتپکز
بخش سوئیچتپکز (به اسپانیایی: Departamento de Suchitepéquez) یک منطقهٔ مسکونی در گواتمالا است که در گواتمالا واقع شده‌است. بخش سوئیچتپکز ۲٬۵۱۰ کیلومتر مربع مساحت و ۵۵۴٬۶۹۵ نفر جمعیت دارد.